# Kedah
Kedah (en escritura jawi: قدح) es un estado de Malasia, localizado en el noroeste de la península de Malasia. 
Cuenta con una población de 1.778.188 habitantes y una extensión de 9425 km². La mayor parte de su suelo son zonas de producción de arroz, por lo que esta región se considera el «cuenco de arroz» de Malasia. Limita al norte con Perlis y Tailandia, y al sur con Perak y Penang.

## Localidades
- Gurun

- Datos: Q188947
- Multimedia: Kedah / Q188947